# 中澤楠弥太
中澤 楠弥太（なかざわ くすやた、1861年2月27日（万延2年1月18日） - 1906年（明治39年）11月7日）は、高知県出身の政治家、実業家。

## 経歴
1861年（万延2年）、土佐国長岡郡大津村字田辺島（現高知県高知市大津）で、郷士・中澤愿一、以登の長男として生まれた。明治法律学校（現・明治大学）卒業。
自由民権運動に従事し、板垣退助らの知遇を得る。1891年、県会議員に当選。更に同参事会員などを務めた他、実業界に於いては、土佐紙業組合頭取などを務めた他、1902年には高知銀行（現・四国銀行）頭取に就任。1905年、衆議院議員に当選（高知県郡部選出、立憲政友会）。
その他、高知商工会議所会頭、土陽新聞（高知新聞）専務、土佐農工銀行頭取なども務めた他、国道高知ー徳島線の開通、平山発電所の建設、土佐電気鉄道の敷設、電話局の開局などに大きな貢献を果たし、若くして高知県政財界のリーダーとして重きをなしたが、1906年、上京中に急性化膿中耳炎のため46歳で急逝した。